# Georg Maas (Musikpädagoge)

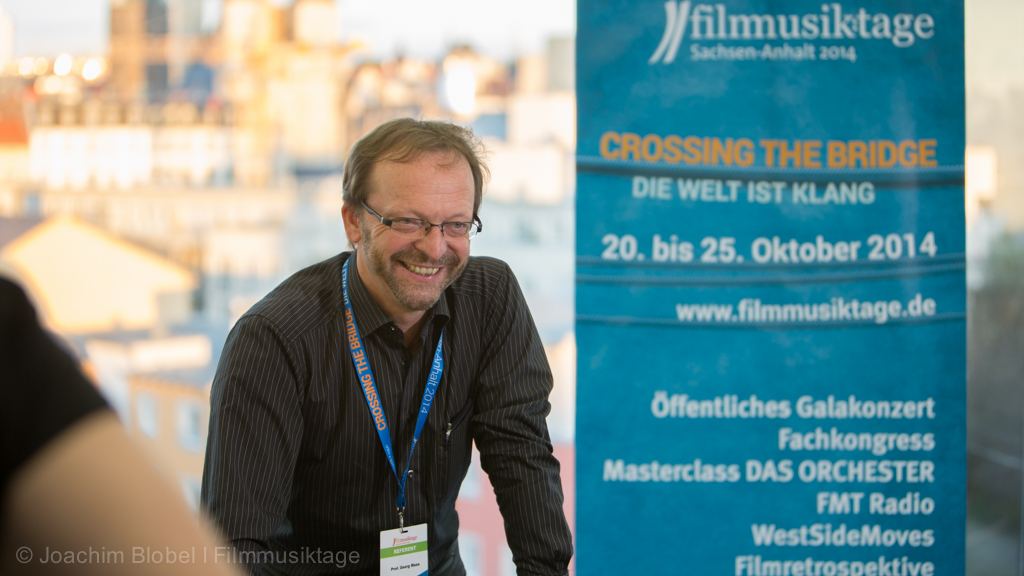
Georg Maas bei der Masterclass der Filmmusiktage Sachsen-Anhalt 2014

Georg Maas (* 24. April 1958 in Duisburg) ist ein deutscher Musikpädagoge und emeritierter Professor an der Martin-Luther-Universität Halle-Wittenberg.

## Leben
Georg Maas wuchs in Dortmund auf und legte 1977 sein Abitur am Phoenix-Gymnasium Dortmund ab. Musikalisch prägend in dieser Zeit waren sein Musikunterricht bei Brigitte Spieker und sein Violinunterricht bei Georg Baynov, einem Schüler David Oistrachs, und Günter Marx, einem Schüler von Max Rostal. Nach dem Zivildienst (Leitung einer kirchlichen Medienstelle mit angeschlossenem Filmclub) absolvierte er ein Lehramtsstudium mit den Fächern Musik (Hochschule für Musik Detmold) und Deutsch (Universität Paderborn). Nach dem Ersten Staatsexamen für die Lehrämter Sekundarstufe II und I wurde er wissenschaftlicher Mitarbeiter für Musik und ihre Didaktik an der Universität Paderborn, wo er 1988 zum Dr. phil. promoviert wurde (Betreuer: Gerhard Tulodziecki). Es schloss sich eine Tätigkeit als wissenschaftlicher Assistent an. Nach der Habilitation 1994 erfolgte die Ernennung zum Privatdozenten und Oberassistenten. 1995 wurde Georg Maas auf den Lehrstuhl für Musikpädagogik/Musikdidaktik der Martin-Luther-Universität Halle-Wittenberg, dem ältesten seiner Art in Deutschland, berufen. Seit April 2024 ist er Emeritus.

## Wirken
Zunächst lag der Arbeitsschwerpunkt von Georg Maas in der Didaktik populärer Musik. Von 1990 bis 1996 war er Vorstandsmitglied im Arbeitskreis Studium Populärer Musik (ASPM).
Im Bereich der empirischen Unterrichtsforschung entstand seine erziehungswissenschaftliche Dissertation zur handlungsorientierten Begriffsbildung im Musikunterricht (Mainz 1989). Betreut wurde die Arbeit von Gerhard Tulodziecki. Georg Maas war Mitherausgeber des Jahrbuchs Musikpädagogische Forschungsberichte (1991–2004 zusammen mit Heiner Gembris und Rudolf-Dieter Kraemer) und Vorstandsmitglied im Arbeitskreis Musikpädagogische Forschung (AMPF) 1990–1995 und 2002–2004.
Nachhaltig prägend erwiesen sich seine Beiträge zur Symbiose von Film und Musik in Filmmusik und Musikfilm und deren Thematisierung im Musikunterricht. Neben zahlreichen Aufsätzen und Büchern, Vorträgen und Lehrerfortbildungen zum Thema fand vor allem sein Themenheft zur Filmmusik (2001) große Verbreitung. 2012 wurde es in einer erweiterten und aktualisierten Neuausgabe mit einem Medienpaket herausgebracht. Maas führte den Begriff der "Film-Musik-Literacy" in die musikpädagogische Diskussion ein: Ziel der Thematisierung von Filmmusik im Unterricht sei "eine umfassende Filmmusikbildung sein im Sinne einer Film-Musik-Literacy".
Zur Beschreibung der Funktionen von Musik im Film entwickelte Maas ein strukturalistisches Modell das davon ausgeht, dass Filmmusik gleichzeitig auf mehreren Ebenen wirken kann. Er unterscheidet dabei:
I. Tektonische Funktionen (Musik als Baustein zur äußeren Gestalt des Films; großstruktureller Bezug)
II. Syntaktische Funktionen (Musik als Element der Erzählstruktur; formaler Bezug)
III. Semantische Funktionen (Musik als Element der inhaltlichen Gestaltung; inhaltlicher Bezug)
a) konnotativ
b) denotativ
c) reflexiv
IV. Mediatisierende Funktionen (Musik als Mittler zwischen Film und Publikum)
Die Systematik versteht sich als „Versuch, eine Hilfe bzw. ein Instrument für die Untersuchung filmmusikalischer Funktionen bereitzustellen“. Georg Maas war von Anbeginn beteiligt an den Filmmusiktagen Sachsen-Anhalt als deren wissenschaftlicher Leiter.
Ein weiterer Schwerpunkt der Arbeit Georg Maas’ liegt in der Entwicklung neuer Schulbücher. Zusammen mit Ines Mainz (Hochschule für Musik und Theater Leipzig) gibt er das in den Ost-Bundesländern weitverbreitete Schulbuch „Dreiklang“ heraus, das im Verlag Volk und Wissen (Cornelsen) erscheint und auch in sorbischer Übersetzung („Trojozynk“) verlegt wird.
2003–2006 war Georg Maas Fachbereichsdekan und Großdekan der Philosophischen Fakultät der Martin-Luther-Universität Halle-Wittenberg. 2014–2018 hatte er das Amt des Dekans der Philosophischen Fakultät II inne. September 2018 bis August 2022 war er Senator im Akademischen Senat der Universität, September 2019 bis August 2023 war er Direktor des Zentrums für Lehrerbildung (ZLB) an der Universität Halle. Seit 2023 ist er Ombudsperson der Hochschule für Musik Dresden.

## Publikationen (Auswahl)
- Pop/Rock im Musikunterricht. Schott, Mainz 1988 (mit W. Schmidt-Brunner), ISBN 3-7957-2651-4.
- Handlungsorientierte Begriffsbildung im Musikunterricht.  Schott, Mainz 1989, ISBN 3-7957-1749-3.
- Musikpädagogische Forschungsberichte 1991–2004.  Wißner, Augsburg 1992–2004 (Herausgabe mit H. Gembris, R.-D. Kraemer).
- Musik und Film – Filmmusik. Informationen und Modelle für die Unterrichtspraxis. Schott, Mainz 1994 (mit A. Schudack), ISBN 3-7957-0245-3.
- Musiklernen und Neue (Unterrichts-)Technologien. Die blaue eule, Essen 1995 (Tagungsbericht), ISBN 3-89206-680-9.
- Popularmusik und Musikpädagogik in der DDR. Forschung – Lehre – Wertung. Wißner, Augsburg 1997 (Tagungsbericht mit H. Reszel), ISBN 3-89639-071-6.
- Thema Musik: Filmmusik. Klett, Stuttgart 2001. Erweiterte und aktualisierte Neuauflage: ebd. 2012 (mit Medienpaket: DVD, 2 CDs), ISBN 978-3-12-178956-6.
- Applaus: Filmmusik. Klett, Stuttgart 2002 (Noten mit J. Arndt, H. Reszel), ISBN 3-12-177890-0.
- Der Musikfilm. Ein Handbuch für die pädagogische Praxis. Schott, Mainz 2008 (mit A. Schudack), ISBN 978-3-7957-0597-8.
- Songs Unlimited. Klett/Schott: Stuttgart/Mainz 2008 (Songbook mit J. Arndt, H. Reszel), ISBN 978-3-12-182911-8.
- Robert Schumann für die Jugend. Schott, Mainz 2008 (Tagungsbericht mit C. Rora, Chr. Wallbaum), ISBN 978-3-7957-0180-2.
- Dreiklang 5/6, 7/8, 9/10, Sekundarstufe II. Volk und Wissen/Cornelsen, Berlin 2009, 2011, 2013, 2016 (Schulbuch herausgegeben mit I. Mainz).
- Trojozynk – Hudzba 5/6, 7/8, 9/10. Domowina, Bautzen 2010, 2012, 2014 (sorbische Übersetzung von Dreiklang).
- Musikunterricht heute 8: Zwischen Rockklassikern und Eintagsfliegen – 50 Jahre Populäre Musik in der Schule. Lugert, Handorf 2010 (Tagungsbericht mit J. Terhag), ISBN 978-3-89760-367-7.
- Dreiklang 5/6 – überarbeitete Neuauflage. Cornelsen, Berlin 2021 (Schulbuch herausgegeben mit I. Mainz).
- Walzerfilme und Filmwalzer – Die Rezeption und Analyse des Walzers und des Walzertanzens im Film. Schüren, Marburg 2022 (Herausgabe mit Wolfgang Thiel und Hans Jürgen Wulff), ISBN 978-3-7410-0402-5.
- Zukunftsmusik – Film und Musik für die Welt von morgen. Schüren, Marburg 2023 (Herausgabe mit Susanne Vollberg), ISBN 978-3-7410-0429-2.
- Soundtrack des Lebens – Musikalische Spuren und Perspektiven in Film und Beruf. Schüren, Marburg 2024 (Herausgabe mit Susanne Vollberg), ISBN 978-3-7410-0460-5.
- Musikunterricht und Filmmusik. Eine Beziehungsgeschichte. In: T. Krettenauer & L. Oberhaus (Hrsg.): Zwischen Kinosound und Game Audio. Film - Musik - Vermittlung. Waxmann, Münster 2024, ISBN 978-3-8309-4887-2, S. 107–121.